# Astragalus asper
Astragalus asper es una especie de planta herbácea perteneciente a la familia de las leguminosas. Es originaria de Eurasia. 

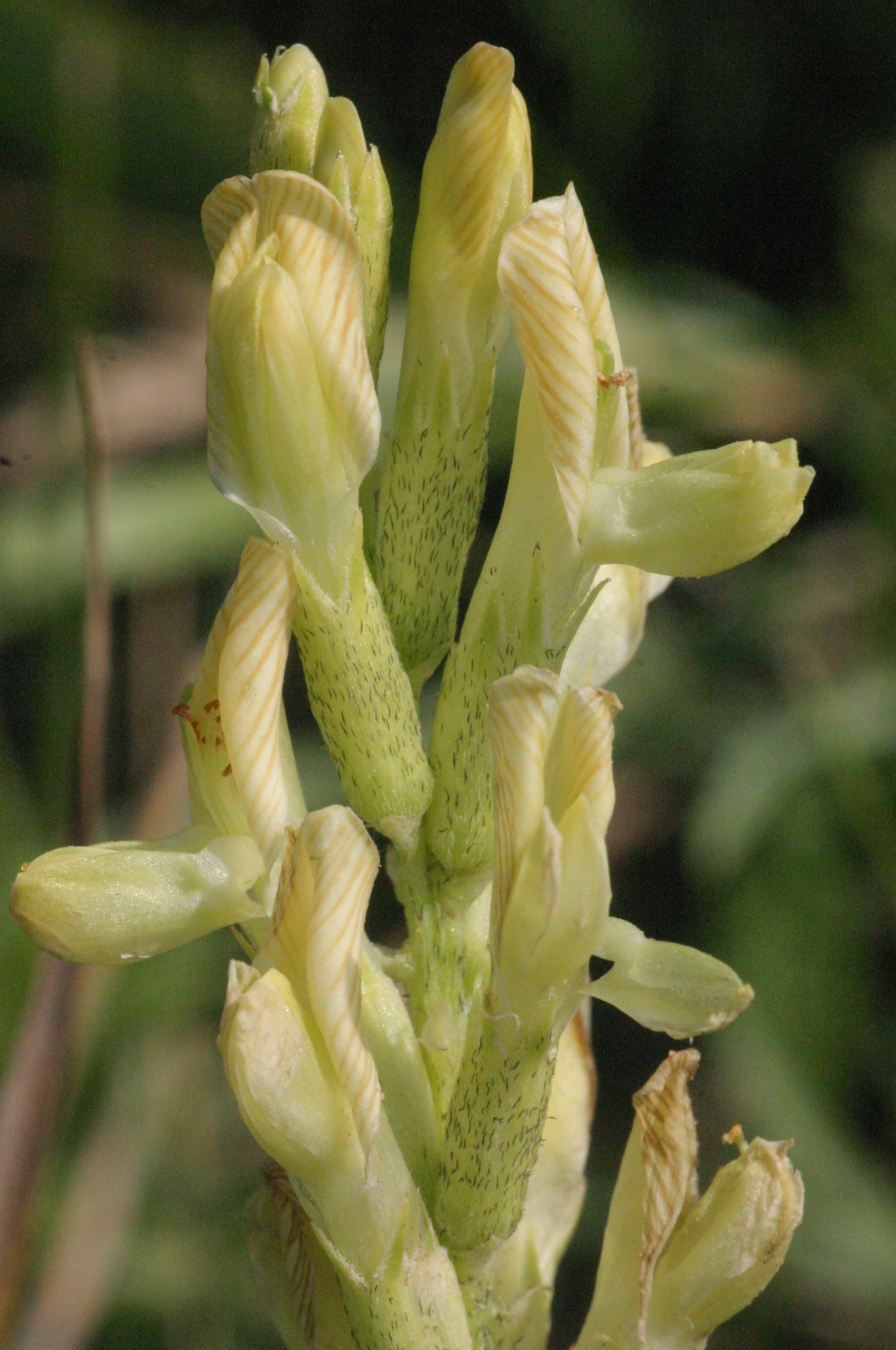
Detalle

## Distribución
Es una planta herbácea perennifolia que se encuentra en Europa oriental y la Rusia asiática

## Taxonomía
Astragalus asper fue descrita por Nikolaus Joseph von Jacquin y publicado en Miscellanea Austriaca ad Botanicam, Chemiam, et Historiam Naturalem Spectantia 2: 335. 1782.
Etimología
Astragalus: nombre genérico derivado del griego clásico άστράγαλος y luego del Latín astrăgălus aplicado ya en la antigüedad, entre otras cosas, a algunas plantas de la familia Fabaceae, debido a la forma cúbica de sus semillas parecidas a un hueso del pie.
asper: epíteto latíno que significa "rugosa"
Sinonimia
- Astragalus asper var. leucotrichus Savul. & Rayss
- Astragalus chloranthus Pall.
- Phaca aspera (Jacq.) Medik.
- Tragacantha aspera (Jacq.) Kuntze[4][5]